# Epipactis albensis
Epipactis albensis är en orkidéart som beskrevs av Marcela Nováková och Rydlo. Epipactis albensis ingår i släktet knipprötter, och familjen orkidéer. IUCN kategoriserar arten globalt som livskraftig.

## Underarter
Arten delas in i följande underarter:
- E. a. albensis
- E. a. fibri

## Bildgalleri

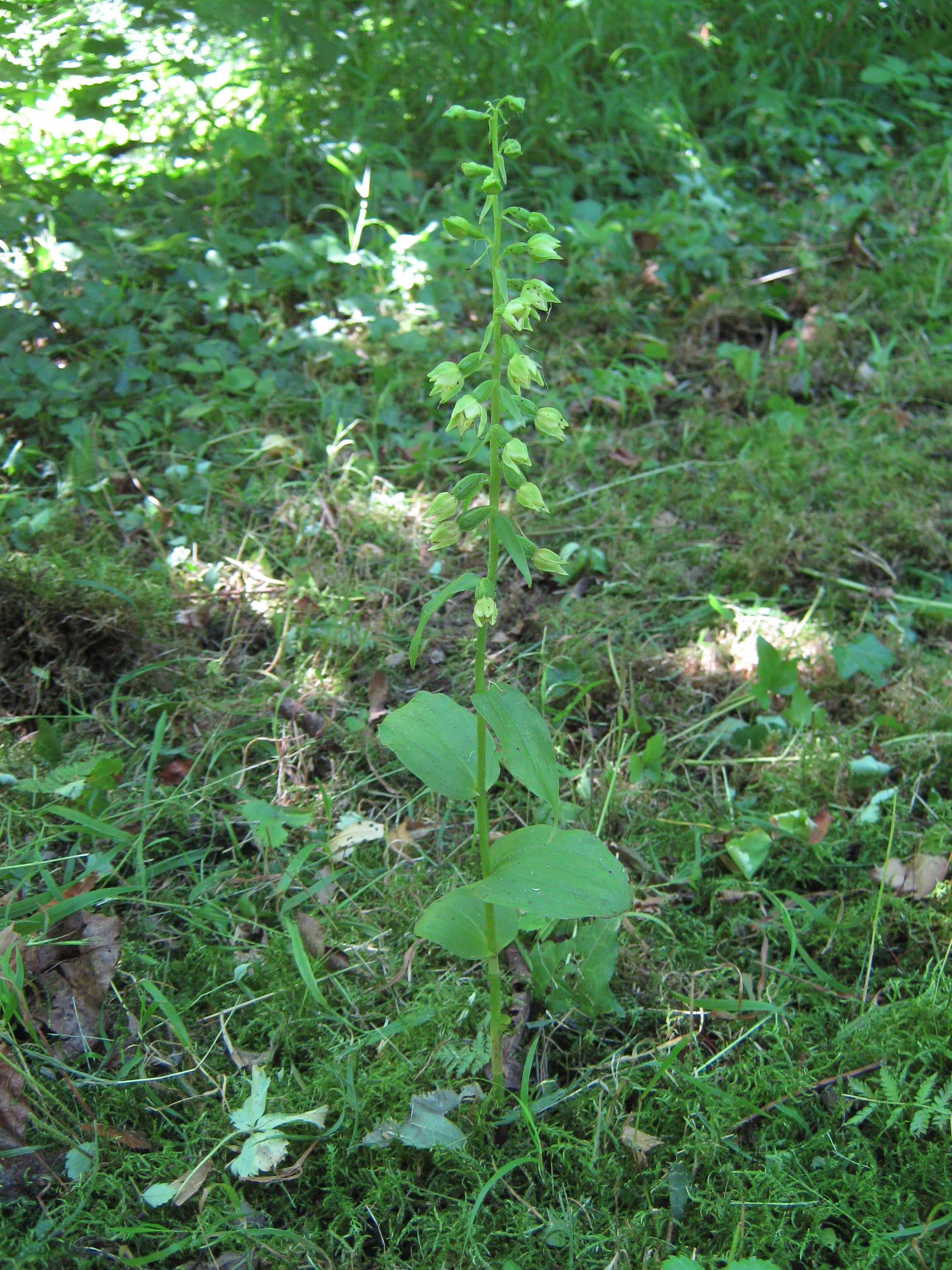
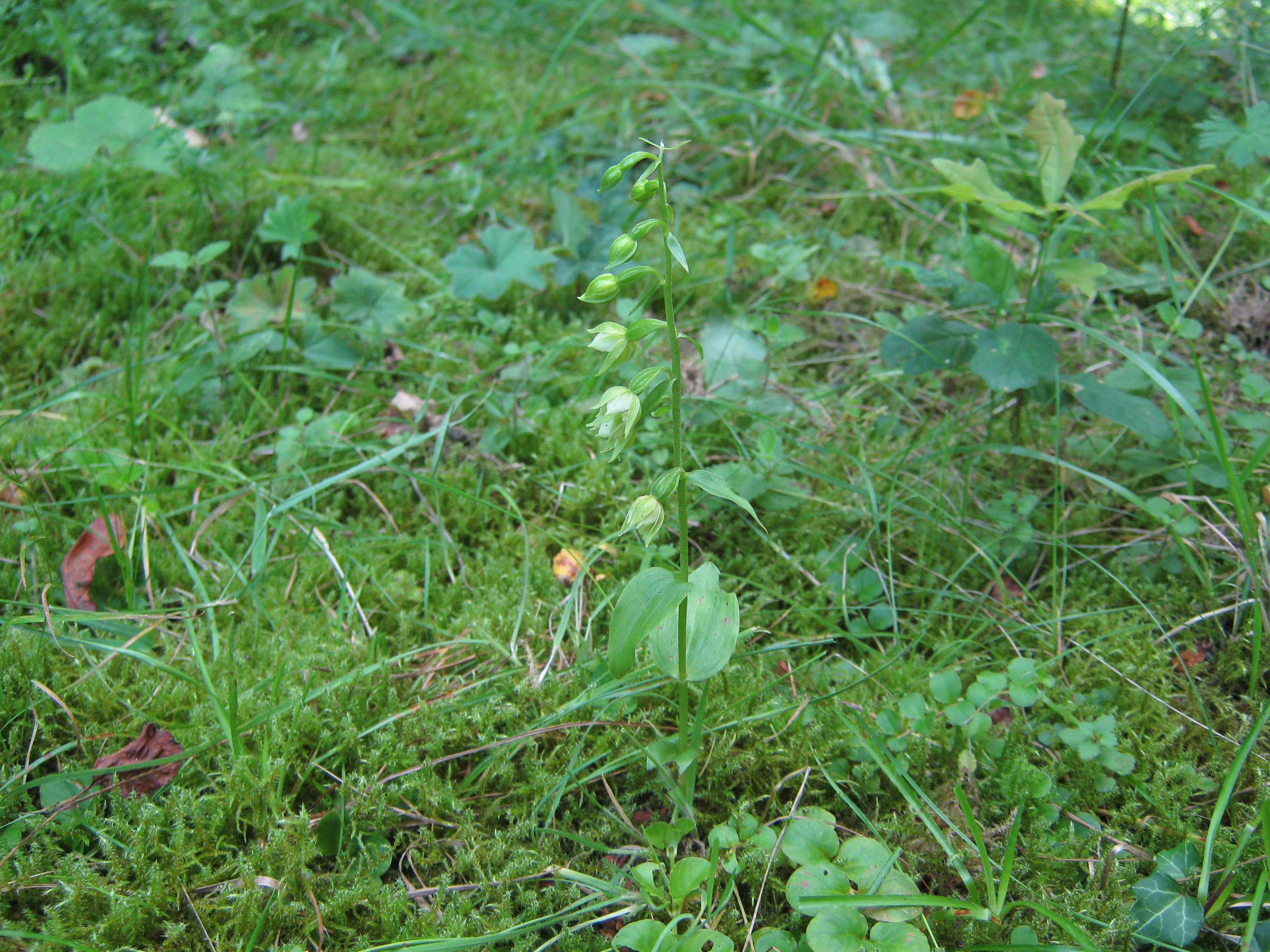
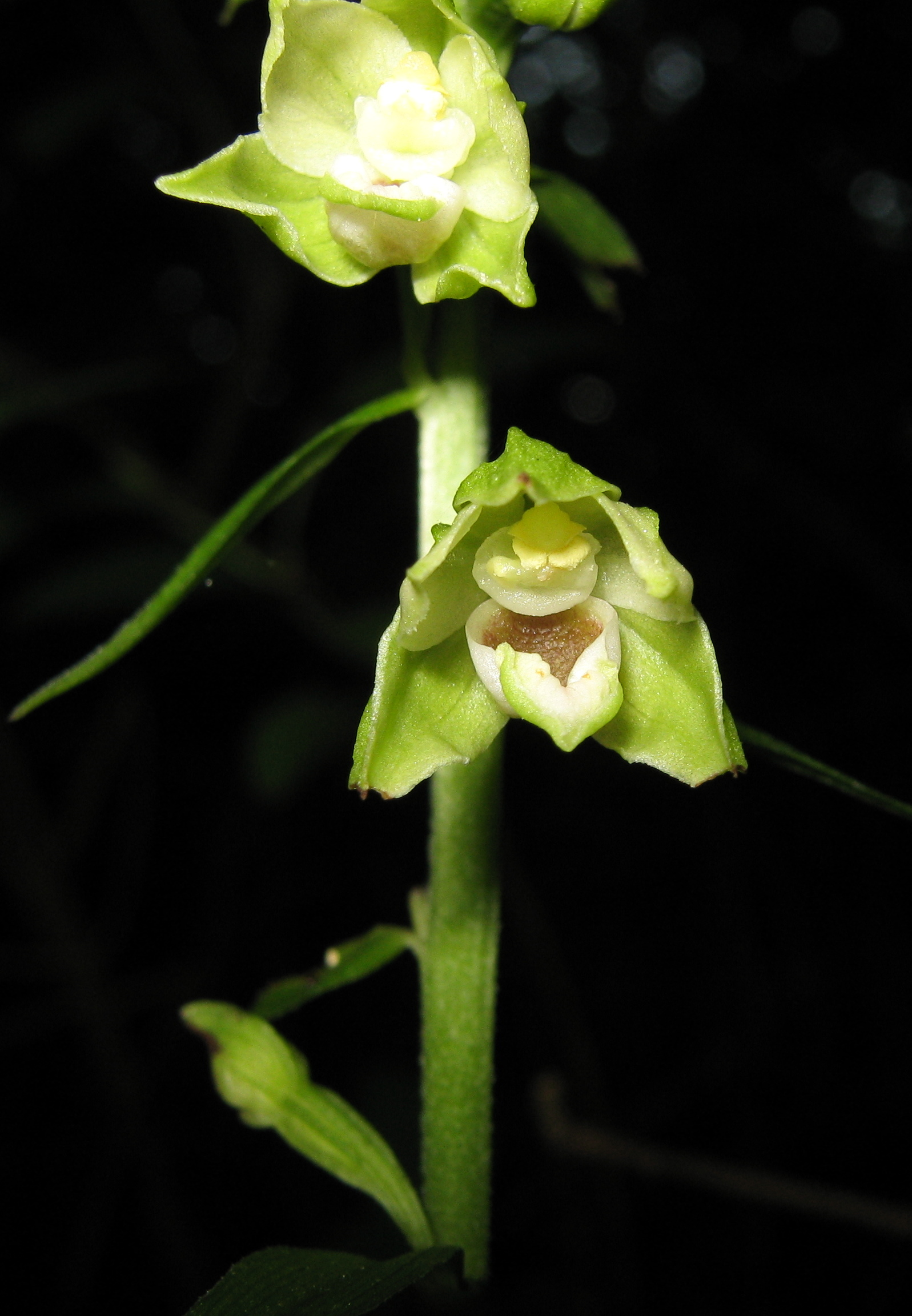